# Obenheim
 Obenheim (en alsacià Owene) és un municipi francès, situat a la regió del Gran Est, al departament del Baix Rin. L'any 1999 tenia 1.214 habitants.
Forma part del cantó d'Erstein, del districte de Sélestat-Erstein i de la Comunitat de comunes del cantó d'Erstein.

## Demografia
| 1962 | 1968  | 1975  | 1982  | 1990  | 1999  |
| ---- | ----- | ----- | ----- | ----- | ----- |
| 901  | 1.042 | 1.127 | 1.130 | 1.078 | 1.214 |

## Administració
| Període   | Identitat   | Partit |
| --------- | ----------- | ------ |
| 2001-2008 | Roger Karst |        |
| 2008-     | Rémy Schenk |        |

## Agermanaments
- Molièras